# Mmadinare
Mmadinare è un villaggio del Botswana situato nel distretto Centrale, sottodistretto di Bobonong. Il villaggio, secondo il censimento del 2011, conta 12.086 abitanti.

## Località
Nel territorio del villaggio sono presenti le seguenti 107 località:
- BCL Farm di 2 abitanti,
- Bodumatau di 6 abitanti,
- Boswelakgomo di 96 abitanti,
- Botshwegelanong di 6 abitanti,
- Dibokolodi di 9 abitanti,
- Didibeng di 10 abitanti,
- Dikalate di 3 abitanti,
- Dikgatlhong di 25 abitanti,
- Dikgokong di 72 abitanti,
- Ditsokwane di 19 abitanti,
- Gata-la-Tlou di 8 abitanti,
- Gukwe di 53 abitanti,
- Hamaau di 14 abitanti,
- Juru-Tshaa di 12 abitanti,
- Kalatane di 9 abitanti,
- Kebitsamang di 27 abitanti,
- Kelekeshane di 15 abitanti,
- Khuruje di 12 abitanti,
- Khurumela di 31 abitanti,
- Khurumelo di 22 abitanti,
- Kolokome di 19 abitanti,
- Lebala di 102 abitanti,
- Lebu (Central Bobonong) di 41 abitanti,
- Lesongwane di 38 abitanti,
- Letlhakane di 25 abitanti,
- Letlhakane cattle post di 2 abitanti,
- Letlhakane Farm 2 di 2 abitanti,
- Letlhakane West di 80 abitanti,
- Letlhakane West Ranch di 4 abitanti,
- Machakopa di 21 abitanti,
- Madibeng di 8 abitanti,
- Mafolapaji di 42 abitanti,
- Mahele di 3 abitanti,
- Mahibitswane di 2 abitanti,
- Mahunwane di 17 abitanti,
- Maipaafela di 9 abitanti,
- Majweng di 56 abitanti,
- Makgorwane di 30 abitanti,
- Makome di 13 abitanti,
- Makome's Hills Farm di 10 abitanti,
- Manga/Maphane di 11 abitanti,
- Mankwe di 14 abitanti,
- Mapakata di 48 abitanti,
- Marotobale di 5 abitanti,
- Marulamabedi di 46 abitanti,
- Masaiboko di 5 abitanti,
- Masiakgabo di 74 abitanti,
- Masoko di 60 abitanti,
- Mathathane Lands di 35 abitanti,
- Matlhoatibe di 6 abitanti,
- Matshwane di 5 abitanti,
- Metsimashibidu di 24 abitanti,
- Mhatane di 66 abitanti,
- Mmadikgabo di 14 abitanti,
- Mmadikgaka di 99 abitanti,
- Mmadikgaka di 37 abitanti,
- Mmadinare Dairy di 4 abitanti,
- Mmadipotsane di 7 abitanti,
- Mmamookane,
- Mmamosogwane di 45 abitanti,
- Mmankwamba/Majweng di 30 abitanti,
- Mmankwe di 32 abitanti,
- Mmaphoko di 6 abitanti,
- Mmasepekere di 7 abitanti,
- Mmaseshola di 12 abitanti,
- Mmatabekwa di 9 abitanti,
- Mmatau di 11 abitanti,
- Mokoswane di 12 abitanti,
- Molomowapudi di 135 abitanti,
- Monatsane di 31 abitanti,
- Morala di 56 abitanti,
- Moralane di 27 abitanti,
- Moralane Cattle Post di 74 abitanti,
- Moshakabela di 38 abitanti,
- Mosokolo di 15 abitanti,
- Motloutse Farm di 4 abitanti,
- Motloutse Lands di 13 abitanti,
- Motsotswana di 36 abitanti,
- Mpazane di 6 abitanti,
- Nakatsa-Phofu di 57 abitanti,
- Nkgagaripane di 82 abitanti,
- Nkgobotlwane di 123 abitanti,
- Nkwanapedi di 31 abitanti,
- Nkwanapedi di 5 abitanti,
- Nomoro 2 di 11 abitanti,
- Pedimpitwe di 16 abitanti,
- Pekane di 5 abitanti,
- Phokoje di 248 abitanti,
- Polometse di 13 abitanti,
- Ramoipone di 10 abitanti,
- Rampanyane di 8 abitanti,
- Robelela Cattlepost di 13 abitanti,
- Sampowane di 29 abitanti,
- Satmos Ranch di 7 abitanti,
- Sedibe di 45 abitanti,
- Sedimo di 12 abitanti,
- Selebi di 11 abitanti,
- Selebi Airport,
- Sematshwane di 23 abitanti,
- Semelamela di 21 abitanti,
- Seokane di 97 abitanti,
- Sepanepoleke di 62 abitanti,
- T.J's Farm,
- Thareseleele di 13 abitanti,
- Tlale di 10 abitanti,
- Veterinary Workers Camp di 5 abitanti,
- Voice of America Camp